# Emma Coburn
Emma Coburn (* 19. Oktober 1990 in Boulder, Colorado) ist eine US-amerikanische Leichtathletin, die sich auf den Hindernislauf spezialisiert hat.

## Sportliche Laufbahn
Coburn wuchs in Crested Butte auf und besuchte bis 2008 die dortige High School. Während ihres Studiums der Betriebswirtschaftslehre an der University of Colorado Boulder wurde sie 2011 und 2013 NCAA-Meisterin im Hindernislauf. Außerdem errang sie Siege bei den Big 12 Champs und den Mt. SAC Relays 2010, beim Payton Jordan Cardinal Invite 2011 und bei den Pac12 2013.
2011 wurde Coburn US-amerikanische Meisterin im Hindernislauf. Bei den Weltmeisterschaften in Daegu belegte sie den 13. Platz. Durch die nachträgliche Disqualifikation der Portugiesin Sara Moreira wegen Dopings rückte sie in der Wertung auf den 12. Rang vor. Bei den Olympischen Spielen 2012 in London wurde sie Neunte.
Nach dem Ende ihrer College-Laufbahn unterzeichnete Coburn im Juni 2013 einen Sponsoringvertrag mit dem Sportartikelhersteller New Balance. Eine Rückenverletzung verhinderte ihre Teilnahme an den Weltmeisterschaften in Moskau.
Im Mai 2014 gewann Coburn in persönlicher Bestzeit von 9:19,80 min überraschend das Hindernisrennen beim Shanghai Golden Grand Prix. Knapp zwei Wochen später wurde sie Dritte beim Prefontaine Classic und steigerte ihre Bestleistung auf 9:17,84 min. Bei ihrem zweiten Platz beim Meeting Areva in Paris verbesserte sie sich auf 9:14,12 min. Am 12. Juli 2014 unterbot sie in Glasgow mit 9:11,42 min den Nordamerikarekord ihrer Landsfrau Jenny Simpson. Allerdings verweigerte der US-amerikanische Leichtathletikverband die Anerkennung des Rekordes, da der Veranstalter in Glasgow auf eine anschließende Dopingkontrolle verzichtet hatte.
Bei den Olympischen Spielen 2016 in Rio de Janeiro gewann sie mit einer Zeit von 9:07,63 min die Bronzemedaille und stellte zugleich einen offiziellen Nordamerikarekord auf.
2017 wurde Coburn in London mit 9:02,58 min Weltmeisterin.
Bei den Weltmeisterschaften 2019 in Doha gewann sie über 3000 m Hindernis die Silbermedaille.

## Bestleistungen
(Stand: 24. Juni 2021)
Halle
- 1 Meile: 4:29,86 min, 16. Februar 2013, New York City
- 3000 m: 8:39,19 min, 13. Februar 2021, New York City
- 2 Meilen: 9:15,71 min, 16. Februar 2013, New York City

Freiluft
- 800 m: 2:01,10 min, 22. August 2020, Los Angeles
- 1500 m: 4:03,82 min, 15. August 2020, Nashville
- 1 Meile: 4:31,08 min, 5. September 2018, Bay Shore
- 3000 m: 8:48,60 min, 20. August 2017, Birmingham
- 5000 m: 15:24,76 min, 27. Februar 2021, Austin
- 3000 m Hindernis: 9:02,35 min, 30. September 2019, Doha

## Trivia
Mitte Oktober 2017 heiratete Emma Coburn ihren langjährigen Partner Joe Bosshard, der selbst als Langstreckenläufer aktiv war und seit Ende 2016 ihr Trainer ist.